# Ústí nad Labem Blades
Gli Ústí nad Labem Blades sono una squadra di football americano di Ústí nad Labem, nella Repubblica Ceca, fondata nel 2011.

## Dettaglio stagioni

### Tornei nazionali

#### Tackle

##### Prima squadra

###### ČLAF
| Stagione | regular season | regular season | regular season | regular season | regular season | regular season | playoff | playoff | playoff | playoff | playoff | playoff   | playoff    |
|          | Vin            | Par            | Per            | Tot            | PF             | PS             | Vin     | Per     | Tot     | PF      | PS      | risultato | avversaria |
| -------- | -------------- | -------------- | -------------- | -------------- | -------------- | -------------- | ------- | ------- | ------- | ------- | ------- | --------- | ---------- |
| 2019     | 2              | 0              | 8              | 10             | 146            | 287            | -       | -       | -       | -       | -       | -         | -          |
| 2020     | 5              | 0              | 2              | 7              | 155            | 100            | -       | -       | -       | -       | -       | -         | -          |
| Totale   | 7              | 0              | 10             | 17             | 301            | 387            | -       | -       | -       | -       | -       |           |            |

Fonti: Enciclopedia del Football - A cura di Roberto Mezzetti

###### ČLAF B/Č2LAF
| Stagione | regular season | regular season | regular season | regular season | regular season | regular season | playoff | playoff | playoff | playoff | playoff | playoff   | playoff             |
|          | Vin            | Par            | Per            | Tot            | PF             | PS             | Vin     | Per     | Tot     | PF      | PS      | risultato | avversaria          |
| -------- | -------------- | -------------- | -------------- | -------------- | -------------- | -------------- | ------- | ------- | ------- | ------- | ------- | --------- | ------------------- |
| 2012     | 0              | 0              | 4              | 4              | 30             | 170            | -       | -       | -       | -       | -       | -         | -                   |
| 2013     | 2              | 0              | 4              | 6              | 68             | 123            | -       | -       | -       | -       | -       | -         | -                   |
| 2016     | 5              | 0              | 3              | 8              | 246            | 164            | -       | -       | -       | -       | -       | -         | -                   |
| 2017     | 3              | 0              | 5              | 8              | 179            | 246            | -       | -       | -       | -       | -       | -         | -                   |
| 2018     | 6              | 0              | 2              | 8              | 221            | 72             | 1       | 0       | 1       | 28      | 10      | Campioni  | Vysočina Gladiators |
| Totale   | 16             | 0              | 18             | 34             | 744            | 775            | 1       | 0       | 1       | 28      | 10      |           |                     |

Fonti: Enciclopedia del Football - A cura di Roberto Mezzetti

###### DŽLAF
| Stagione | regular season | regular season | regular season | regular season | regular season | regular season | playoff | playoff | playoff | playoff | playoff | playoff     | playoff    |
|          | Vin            | Par            | Per            | Tot            | PF             | PS             | Vin     | Per     | Tot     | PF      | PS      | risultato   | avversaria |
| -------- | -------------- | -------------- | -------------- | -------------- | -------------- | -------------- | ------- | ------- | ------- | ------- | ------- | ----------- | ---------- |
| 2018     | 1              | 0              | 5              | 6              | 70             | 185            | 0       | 2       | 2       | 12      | 71      | Terzo posto | [ 2 ]      |
| 2019     | 0              | 0              | 6              | 6              | 48             | 167            | 0       | 2       | 2       | 6       | 68      | Terzo posto | [ 2 ]      |
| 2020     | 0              | 0              | 4              | 4              | 31             | 199            | -       | -       | -       | -       | -       | -           | -          |
| Totale   | 1              | 0              | 15             | 16             | 149            | 551            | 0       | 4       | 4       | 18      | 139     |             |            |

Fonti: Enciclopedia del Football - A cura di Roberto Mezzetti

###### ČLAF C/Divize III
| Stagione | regular season | regular season | regular season | regular season | regular season | regular season | playoff | playoff | playoff | playoff | playoff | playoff     | playoff        |
|          | Vin            | Par            | Per            | Tot            | PF             | PS             | Vin     | Per     | Tot     | PF      | PS      | risultato   | avversaria     |
| -------- | -------------- | -------------- | -------------- | -------------- | -------------- | -------------- | ------- | ------- | ------- | ------- | ------- | ----------- | -------------- |
| 2014     | 6              | 0              | 0              | 6              | 208            | 99             | 0       | 1       | 1       | 28      | 38      | Semifinale  | Znojmo Knights |
| 2015     | 6              | 0              | 0              | 6              | 170            | 57             | 0       | 1       | 1       | 0       | 23      | Bronze Bowl | Bílovice Sígrs |
| Totale   | 12             | 0              | 0              | 12             | 378            | 156            | 0       | 2       | 2       | 28      | 61      |             |                |

Fonti: Enciclopedia del Football - A cura di Roberto Mezzetti

##### Giovanili

###### ČJLAF
| Stagione | regular season | regular season | regular season | regular season | regular season | regular season | playoff | playoff | playoff | playoff | playoff | playoff   | playoff    |
|          | Vin            | Par            | Per            | Tot            | PF             | PS             | Vin     | Per     | Tot     | PF      | PS      | risultato | avversaria |
| -------- | -------------- | -------------- | -------------- | -------------- | -------------- | -------------- | ------- | ------- | ------- | ------- | ------- | --------- | ---------- |
| 2018     | 2              | 0              | 3              | 5              | 108            | 172            | -       | -       | -       | -       | -       | -         | -          |
| Totale   | 2              | 0              | 3              | 5              | 108            | 172            | -       | -       | -       | -       | -       |           |            |

Fonti: Enciclopedia del Football - A cura di Roberto Mezzetti

###### Č2JLAF
| Stagione | regular season | regular season | regular season | regular season | regular season | regular season | playoff | playoff | playoff | playoff | playoff | playoff   | playoff    |
|          | Vin            | Par            | Per            | Tot            | PF             | PS             | Vin     | Per     | Tot     | PF      | PS      | risultato | avversaria |
| -------- | -------------- | -------------- | -------------- | -------------- | -------------- | -------------- | ------- | ------- | ------- | ------- | ------- | --------- | ---------- |
| 2016     | 3              | 0              | 2              | 5              | 205            | 141            | -       | -       | -       | -       | -       | -         | -          |
| 2017     | 3              | 0              | 3              | 6              | 189            | 209            | -       | -       | -       | -       | -       | -         | -          |
| Totale   | 6              | 0              | 5              | 11             | 394            | 350            | -       | -       | -       | -       | -       |           |            |

Fonti: Enciclopedia del Football - A cura di Roberto Mezzetti

#### Flag

##### Prima squadra

###### Flagové mistrovství
| Stagione | regular season | regular season | regular season | regular season | regular season | regular season | playoff | playoff | playoff | playoff | playoff | playoff      | playoff         |
|          | Vin            | Par            | Per            | Tot            | PF             | PS             | Vin     | Per     | Tot     | PF      | PS      | risultato    | avversaria      |
| -------- | -------------- | -------------- | -------------- | -------------- | -------------- | -------------- | ------- | ------- | ------- | ------- | ------- | ------------ | --------------- |
| 2013     | 0              | 0              | 2              | 2              | 32             | 50             | 1       | 0       | 1       | 18      | 14      | Quinto posto | Bjorken Hammere |
| Totale   | 0              | 0              | 2              | 2              | 32             | 50             | 1       | 0       | 1       | 18      | 14      |              |                 |

Fonti: Enciclopedia del Football - A cura di Roberto Mezzetti

##### Giovanili

###### Flagová liga U19
| Stagione | regular season | regular season | regular season | regular season | regular season | regular season | playoff | playoff | playoff | playoff | playoff | playoff   | playoff    |
|          | Vin            | Par            | Per            | Tot            | PF             | PS             | Vin     | Per     | Tot     | PF      | PS      | risultato | avversaria |
| -------- | -------------- | -------------- | -------------- | -------------- | -------------- | -------------- | ------- | ------- | ------- | ------- | ------- | --------- | ---------- |
| 2018     | 3              | 1              | 11             | 15             | 284            | 588            | -       | -       | -       | -       | -       | -         | -          |
| 2019     | 0              | 0              | 12             | 12             | 162            | 531            | -       | -       | -       | -       | -       | -         | -          |
| Totale   | 3              | 1              | 23             | 27             | 446            | 1119           | -       | -       | -       | -       | -       |           |            |

Fonti: Enciclopedia del Football - A cura di Roberto Mezzetti

###### Flagové mistrovství U15/Flagová liga U15
| Stagione | regular season | regular season | regular season | regular season | regular season | regular season | playoff | playoff | playoff | playoff | playoff | playoff   | playoff    |
|          | Vin            | Par            | Per            | Tot            | PF             | PS             | Vin     | Per     | Tot     | PF      | PS      | risultato | avversaria |
| -------- | -------------- | -------------- | -------------- | -------------- | -------------- | -------------- | ------- | ------- | ------- | ------- | ------- | --------- | ---------- |
| 2015     | 5              | 0              | 30             | 35             | 359            | 1004           | -       | -       | -       | -       | -       | -         | -          |
| 2016     | 1              | 2              | 25             | 28             | 244            | 843            | -       | -       | -       | -       | -       | -         | -          |
| 2017     | 8              | 0              | 14             | 22             | 348            | 537            | -       | -       | -       | -       | -       | -         | -          |
| 2018     | 13             | 2              | 18             | 33             | 912            | 969            | -       | -       | -       | -       | -       | -         | -          |
| Totale   | 27             | 4              | 87             | 118            | 1863           | 3353           | -       | -       | -       | -       | -       |           |            |

Fonti: Enciclopedia del Football - A cura di Roberto Mezzetti

## Palmarès
- 1 Silverbowl (2018)